# Heidenreichstein
Heidenreichstein è un comune austriaco di 4 077 abitanti nel distretto di Gmünd, in Bassa Austria; ha lo status di città (Stadtgemeinde). Negli anni 1970 ha inglobato diversi comuni confinanti: il 1º gennaio 1970 Dietweis, Eberweis e Thaures, il 1º gennaio 1972 Altmanns, Haslau e Motten, il 1º gennaio 1976 Seyfrieds e Wolfsegg.